# Maslives
Maslives település Franciaországban, Loir-et-Cher megyében. Lakosainak száma 661 fő (2022. január 1.). Maslives Chambord, Huisseau-sur-Cosson, Montlivault, Saint-Dyé-sur-Loire és Suèvres községekkel határos.

## Népesség
A település népességének változása:
| Lakosok száma | 277  | 506  | 581  | 612  | 742  | 716  | 702  | 716  | 698  | 661  |
|               | 1968 | 1982 | 1990 | 2006 | 2013 | 2015 | 2017 | 2019 | 2020 | 2022 |